# LOST M
『LOST M』（ロスト・エム）は、2004年10月15日にオーバーフローより発売されたアダルトゲーム。

## 概要
オーバーフロー作品第11弾。複雑な人間関係と家族愛をテーマとした、オーソドックスなアドベンチャーゲーム。シナリオはマロ☆ガッツ、原画は宇宙帝王が担当。他のオーバーフロー作品の例に漏れず、本作の登場人物も一部、他作品との関わりを持っている。
時系列としては、『PureMail -ピュアメール-』の３年後である『MISS EACH OTHER』と同時期であり、『School Days』『Cross Days』の半年前である。

## 主題歌
Sleep in my love
作詞、歌 - kala / 作曲、編曲 - Angel Note

## あらすじ
主人公・遠野周平は両親が離婚した結果、大好きな母の操子ではなく、大嫌いな父の孝蔵に引き取られてしまった。まもなく孝蔵は、周平の新たな母となる美沙子と再婚。美沙子とその連れ子である芽衣子も交えた新生活が始まるが、孝蔵を嫌っている周平は操子への思慕を捨てられず、美沙子のことを女性として意識してしまう。

## 登場人物
遠野 周平（とおの しゅうへい）
主人公の少年。実母・操子への思慕と、義母・美沙子への想いの間で苦悩する。
立花 操子（たちばな みさこ）
声 - かねざわ水月
周平の実母。年頃の息子を持つとは思えないほど瑞々しい容姿は、男性の目を惹き付ける。孝蔵と離婚後、遠く離れて暮らしている。
遠野 美沙子（とおの みさこ）
声 - 茉莉奈
前夫との間に授かった娘・芽衣子を連れ、孝蔵と再婚した美女。ウェーブヘアに、いつも着けているヘアバンドが特徴。
『Cross Days』にも登場するが、そちらでの詳細についてはデイズシリーズの登場人物#遠野美沙子を参照。
遠野 芽衣子（とおの めいこ）
声 - 高野さおり
美沙子の娘。短めのツインテールが似合う、幼い容姿が特徴。新たな父となった孝蔵に怯え、周平に懐いている。
遠野 孝造（とおの こうぞう）
周平の父。強引な性格で、周平には嫌われている。操子と離婚後、周平を引き取って美沙子と再婚した。
神崎 円（かんざき まどか）
声 - 中谷あずみ
周平の級友の少女。夢見がちな性格。操子と交際している父のことを想うあまり、周平と共に妨害しようとする。